# 하의 대리당
하의 대리당은 전라남도 신안군 하의면에 있다. 2009년 12월 16일 신안군의 향토유적 제37호로 지정되었다.

## 개요
하의도의 본당으로 도서지역에서는 보기 드물게 토속신앙인 당제의 형테에 유교적인 요소가 가미되어 있는 점이 특징이다